# Fort Sékondi
Fort Sékondi, aussi appelé Fort Georges est un ancien comptoir colonial fortifié anglais de la côte de l'Or, aujourd'hui disparu. Il a été construit en 1682 face au poste néerlandais de Fort Orange, établi depuis 1642. Il est à l'origine de l'actuelle ville de Sékondi, capitale de la Région occidentale du Ghana.

## Histoire
Le fort anglais a été pris par les Hollandais et détruit en 1782.
Dans le cadre du traité anglo-néerlandais, il est transféré aux Pays-Bas en 1868, puis revient au Royaume-Uni le 10 avril 1872 en application des traités anglo-néerlandais de 1870-1871.